# Neena Varakil
Neena Nellickal Varakil, accreditata talvolta come Nellickal V. Neena (Meppayur, 2 maggio 1991), è una lunghista indiana.

## Biografia
Debutta internazionalmente nel 2013 ai campionati asiatici tenutisi in India. 
È stata campionessa nazionale di salto in lungo per tre anni ed ha partecipato a numerose competizioni continentali, vincendo una medaglia d'argento ai Giochi asiatici.

## Palmarès
| Anno | Manifestazione             | Sede        | Evento         | Risultato | Prestazione | Note |
| ---- | -------------------------- | ----------- | -------------- | --------- | ----------- | ---- |
| 2013 | Campionati asiatici        | Pune        | Salto in lungo | 10ª       | 5,75 m      |      |
| 2014 | Giochi della Lusofonia     | Goa         | Salto in lungo | Argento   | 5,66 m      |      |
| 2017 | Campionati asiatici        | Bhubaneswar | Salto in lungo | Argento   | 6,54 m      |      |
| 2017 | Giochi asiatici indoor     | Aşgabat     | Salto in lungo | Bronzo    | 6,04 m      |      |
| 2018 | Campionati asiatici indoor | Teheran     | Salto in lungo | Bronzo    | 6,06 m      |      |
| 2018 | Giochi del Commonwealth    | Gold Coast  | Salto in lungo | 10ª       | 6,19 m      |      |
| 2018 | Giochi asiatici            | Giacarta    | Salto in lungo | Argento   | 6,51 m      |      |

## Campionati nazionali
- 3 volte campionessa nazionale di salto in lungo (2014, 2016, 2017)